# Live in Carré

《Live in Carré》는 아일랜드의 포크 그룹 더 더블리너스의 라이브 음반이다. 1983년 10월 암스테르담에서 녹음하였으며, 루크 켈리가 등장하는 더 더블리너스의 마지막 음반이다.
| 전문가 평가 | 전문가 평가 |
| 평가 점수   | 평가 점수   |
| 출처        | 점수        |
| ----------- | ----------- |
| Allmusic    | [ 1 ]       |

## 트랙 리스트
표시된 곡을 제외하곤 모두 전통적으로 내려오는 곡이다.

### 사이드 원
1. "Sweets of May"
2. "Dicey Reilly"
3. "Song for Ireland" (Phil Colclough)
4. "Building Up and Tearing England Down" (Dominic Behan)
5. "Dunphy's Hornpipe/Leitrim Fancy/Down the Broom"
6. "Dirty Old Town" (Ewan McColl)
7. "The Old Triangle" (Brendan Behan)

### 사이드 투
1. "The Waterford Boys/Reels: The Humours of Scariff/The Flannel Jacket"
2. "Galway Races"
3. "The Prodigal Son" (John Sheahan)
4. "Whiskey in the Jar"
5. "The Sick Note" (Pat Cooksey)
6. "The Wild Rover"
7. "Seven Drunken Nights"

## 크레딧
- 숀 캐넌 - 보컬, 어쿠스틱 기타
- 로니 드루 - 보컬, 어쿠스틱 기타
- 루크 켈리 - 보컬, 밴조, 스푼
- 바니 매케너 - 보컬, 테너 밴조, 만돌린
- 존 시헌 - 바이올린, 틴 휘슬, 보컬